# Pongamiopsis amygdalina
Pongamiopsis amygdalina é uma espécie vegetal da família Fabaceae.
Apenas pode ser encontrada no Madagáscar.